# Volkswagen Group of America Chattanooga Operations
Koordinaten: 35° 4′ 49″ N, 85° 8′ 8″ W
Volkswagen Group of America Chattanooga Operations L.L.C. ist die Betreibergesellschaft des derzeit einzigen US-amerikanischen VW-Produktionsstandortes in Chattanooga im Bundesstaat Tennessee nach der 1987 aufgegebenen Fertigung der Volkswagen Westmoreland Assembly (Lage), die seit 1978 1,15 Millionen Fahrzeuge produzierte.

## Werk Chattanooga

### Geschichte
Die Volkswagen Group of America Chattanooga Operations LLC wurde am 29. Dezember 2008 gegründet. Die ersten Bauarbeiten für das Werk begannen am 3. Februar 2009. Am 30. September 2010 nahmen die ersten Zulieferer den Industriepark für Komponentenzulieferer offiziell in Betrieb. Am 15. April 2011 begann die Produktion des ersten Kundenfahrzeugs. Offiziell eröffnet wurde das Werk am 24. Mai 2011.
- Passat/NMS
  - ab Juli 2010 testweise Montage
  - 24. Mai 2011 offizieller Produktionsstart
  - 8. September 2011 10.000te
  - Mai 2012 100.000te
- Atlas[2]
  - 14. Dezember 2016 Start Serienproduktion
- ID.4[3]
  - 26. Juli 2022 Start Serienproduktion
- Arbeitsplätze 
  - ca. 3.200 direkt
  - ca. 9.500 bei Zulieferbetrieben
- Kapazität[4]
  - 150.000 Fahrzeuge/Jahr Kapazität in der Anlaufphase
  - 230.000 Fahrzeuge/Jahr maximale Kapazität

### Modellübersicht

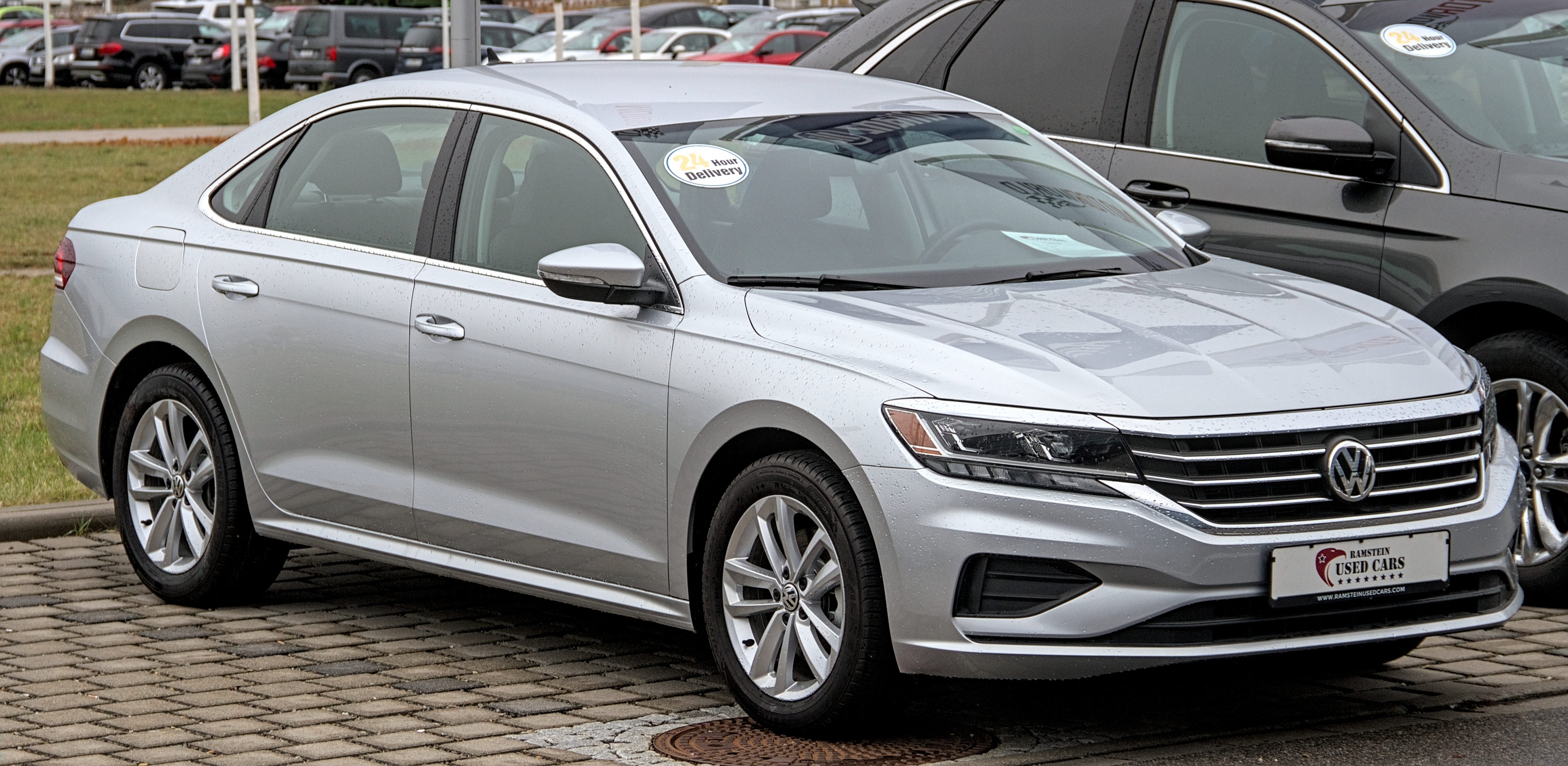
Volkswagen Passat/NMS 2011–2021
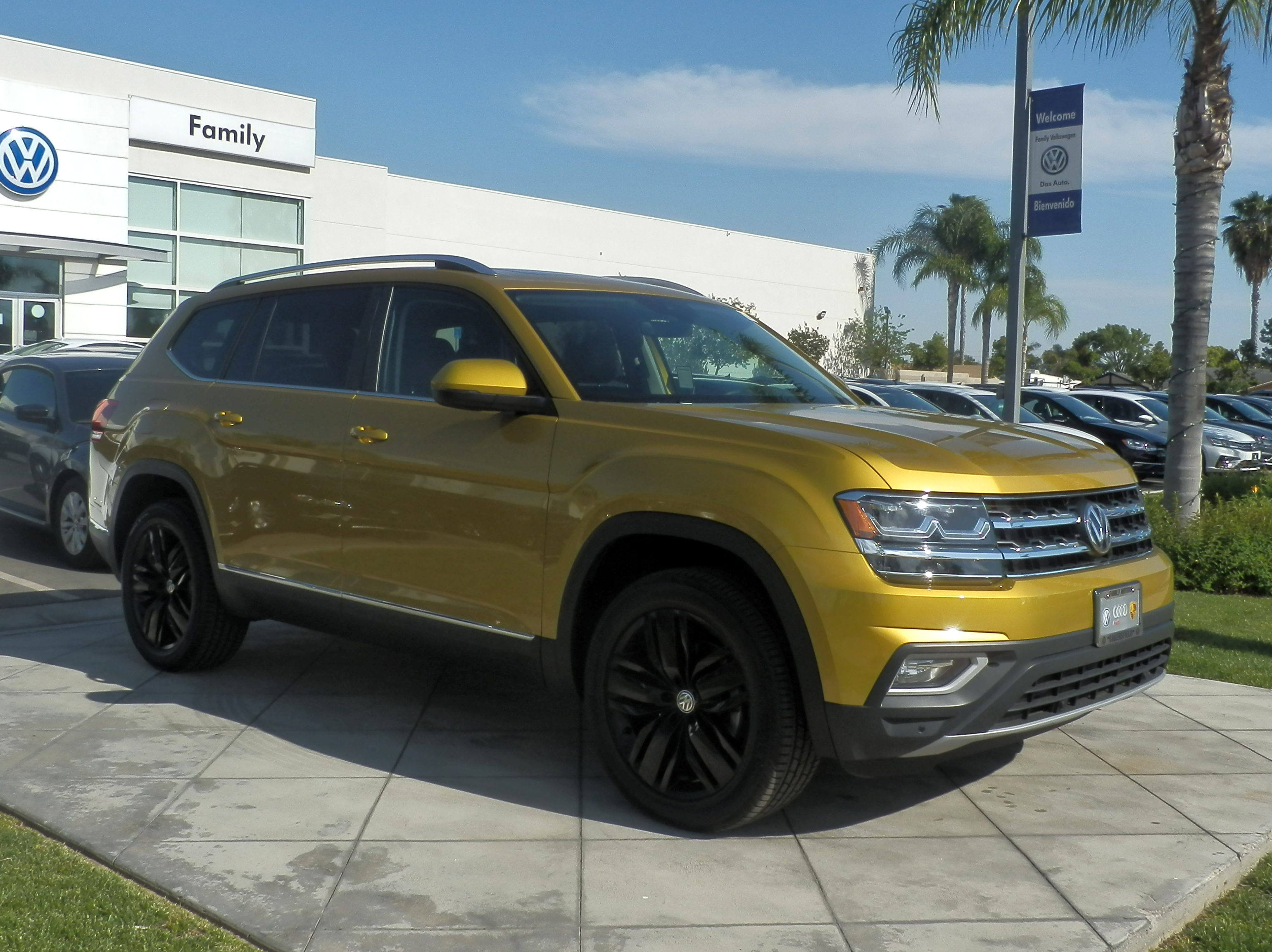
Volkswagen Atlas seit 2016
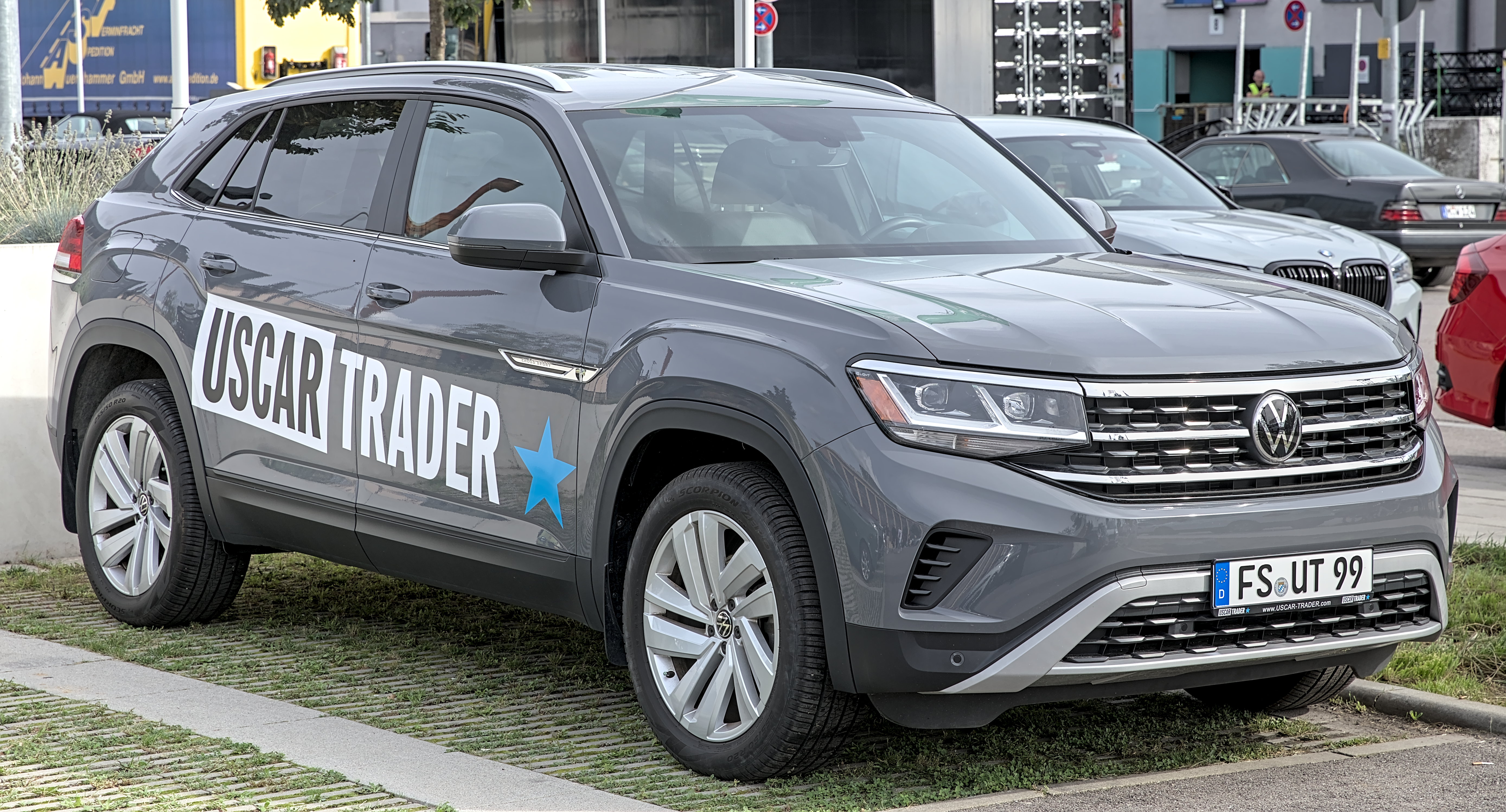
Volkswagen Atlas Cross Sport seit 2019
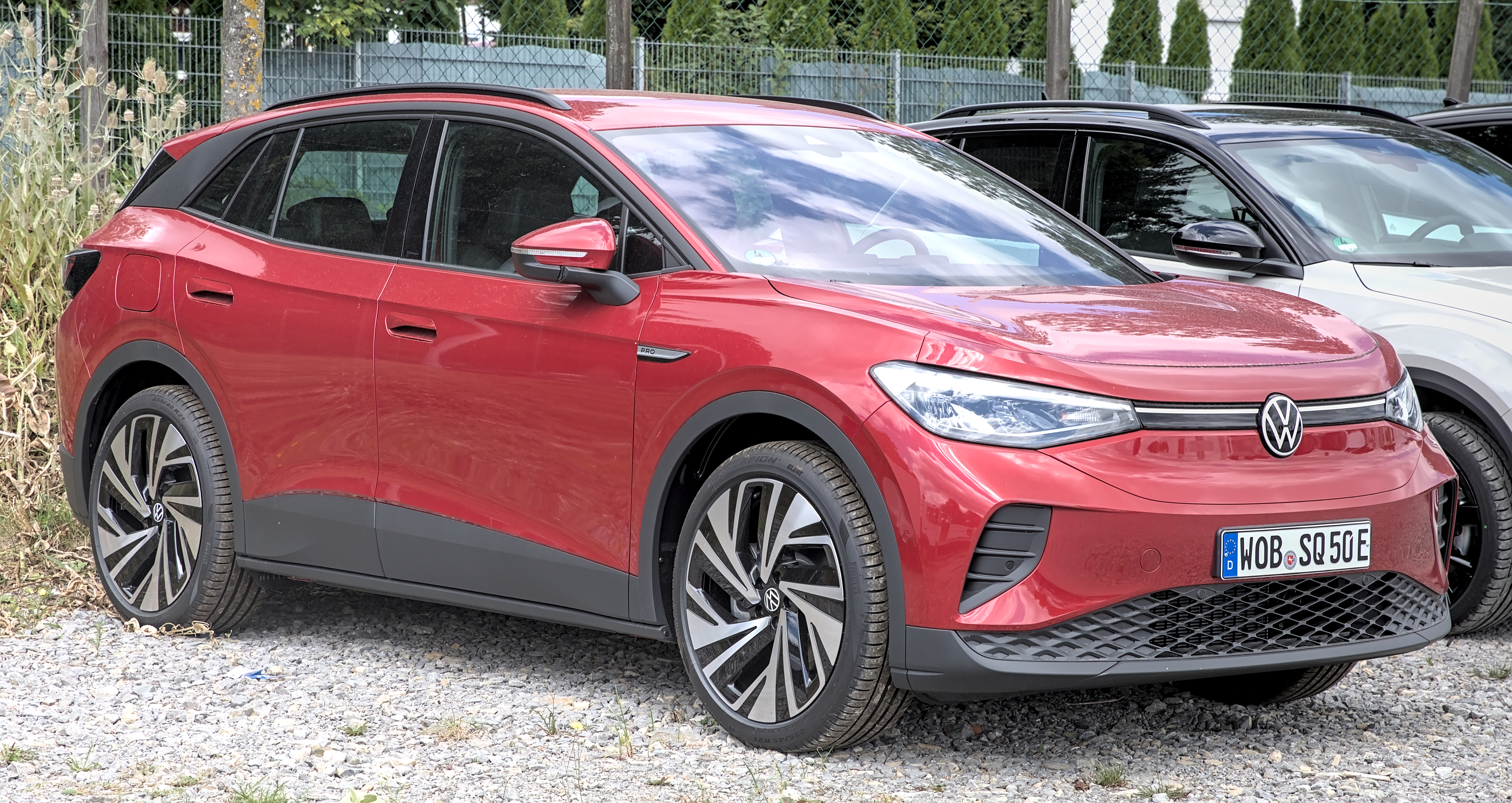
ID.4 seit 2022